# Берк, Оливер
Оливер Джейсон Берк (англ. Oliver Jasen Burke; 7 апреля 1997, Керколди, Шотландия) — шотландский футболист, вингер немецкого клуба «Унион» (Берлин). Выступал за национальную сборную Шотландии.

## Клубная карьера
В раннем детстве Берк вместе с семьёй переехал из Шотландии в пригород Лестера — Мелтон-Моубрей, где в возрасте восьми лет начал посещать местную футбольную школу. Спустя год он присоединился к молодёжной академии «Ноттингем Фореста», в которой обучался в течение 9 лет.

### Ноттингем Форест
19 сентября 2014 года Оливер заключил с «лесниками» свой первый профессиональный контракт и уже 24 сентября того же года дебютировал в матче с «Тоттенхэм Хотспур» в 3-м раунде Кубка Лиги, выйдя на замену на 86-й минуте вместо Хорхе Гранта. Однако, в дальнейшем Берк не привлекался в этом сезоне к играм основной команды и 24 февраля 2015 года был отдан в месячную аренду в клуб «Брэдфорд Сити», выступавший в Первой лиге Англии. За время аренды Оливер успел поучаствовать во встречах с «Суиндон Таун» и «Питерборо Юнайтед».
В начале следующего сезона — 29 июля 2015 года — Берк переподписал контракт сроком на три года. В сезоне 2015/2016 года Оливер сыграл 18 матчей и отметился двумя мячами.

### РБ Лейпциг
28 августа 2016 года Берк перешёл в «РБ Лейпциг» за 15 миллионов евро. 10 сентября 2016 года он дебютировал за новый клуб в матче Бундеслиги против дортмундской «Боруссии», выйдя на замене на 68-й минуте вместо Юссуфа Поульсена и отметившись голевой передачей на Наби Кейта.

### Вест Бромвич Альбион
25 августа 2017 года Берк вернулся в английскую Премьер-лигу, заключив контракт на пять лет с клубом «Вест Бромвич Альбион». По оценкам экспертов, сумма трансфера составила 15 млн фунтов, что сделало Оливера самым дорогим шотландским футболистом в истории. Главный тренер английского клуба Тони Пьюлис охарактеризовал 20-летнего Берка как игрока с «огромным талантом».

## Карьера в сборной
Поскольку Берк покинул Шотландию в раннем возрасте он имел право выступать за сборную Англии, но сам Оливер выказал желание играть за команду Шотландии. 10 марта 2016 года Оливер сыграл свой первый матч за шотландцев в товарищеском матче против Дании, выйдя на замену на 82-й минуте вместо Мэтта Ритчи.